# Kresy Drugie
Kresy Drugie – część wsi Janów w Polsce położona w województwie mazowieckim, w powiecie sochaczewskim, w gminie Młodzieszyn.
W latach 1975–1998 Kresy Drugie położone były w województwie skierniewickim.